# 미셸 드 올프
미셸 장 드 올프(프랑스어: Michel Jean de Wolf, 1958년 1월 19일, 브라방-왈롱 주 니벨 ~)는 벨기에의 축구 감독이자 전 선수로, 현역 시절 좌측 수비수로 활약했다.

## 클럽 경력
드올프는 브라방-왈롱 주 니벨 출신이다. 자국 무대에서 17년 동안 현역 선수로 활약하던 시절, 그는 1년을 제외하고 몰런베이크, 헨트(1984년 벨기에컵 우승), 코르트레이크, 그리고 안데를레흐트에서 붙박이 주전이었다. 그는 32세의 나이가 되어서 벨기에 프로 리그 3회 우승을 달성했다.
1994년 여름, 36세의 드 올프는 해외로 발을 돌려 승부 조작 파동으로 디비시옹 2로 강등된 마르세유로 이적했고, 단 1번의 시즌에만 40번 넘는 공식 경기에 출전했고, 이후 현역에서 은퇴하고 아마추어 무대의 아버니르 렘베이크와 흐림베르헌에서 선수 겸 감독으로 활동했다.

## 국가대표팀 경력
드 올프는 벨기에 국가대표팀 경기에 42번 출전했는데, 1980년에 첫 경기를 출전했고, 3번의 월드컵에 참가했다: 그는 1986년 대회에 2경기, 1990년 대회에 4경기를 출전했는데, "붉은 악마 군단"(Les Diable Rouges)과 대한민국과의 조별 리그 경기에서 35미터 중거리포로 득점을 해 2-0 승리에 일조했고, (36세에 출전한)1994년 대회에도 4번 출전했다.
드 올프는 프랑스에서 열린 유로 1984에도 참가했다.

## 수상
헨트
- 벨기에컵: 1984[4]

안데를레흐트
- 벨기에 1부 리그: 1990–91, 1992–93, 1993–94
- 벨기에컵: 1994
- 벨기에 슈퍼컵: 1991, 1993

마르세유
- 리그 2: 1994–95

벨기에
- 월드컵 4위: 1986[7]

개인
- 헨트 올해의 선수: 1985–86, 1986–87[8]